# Ситківці (станція)
Ситківці — проміжна залізнична станція Жмеринської дирекції Південно-Західної залізниці на лінії Вінниця — Гайсин між станціями Самчинці (16 км) та Гайсин (26 км). Розташована у смт Ситківці Гайсинського району Вінницької області.

## Історія
Станція відкрита 1900 року під час будівництва вузькоколійної на той час залізниці Вінниця — Гайсин. 
У 1968 році завершено перешивання вузької колії на широку, що забезпечило ріст навантажень з 25 000 до 60 000 тон на рік, введено механізацію усіх процесів навантаження й розвантаження вагонів. За радянських часів обслуговувала цукровий завод, 2 цегельних заводи, хлібозаготівельний пункт, хлібозавод, лісництво та лісосклад тощо. У 1970—1971 рр. в тому числі й завдяки залізниці цукровий завод відзначився значним виробництвом цукру, добова потужність склала 7881 центнерів перероблених буряків.

## Пасажирське сполучення
Пасажирський рух з 2013 по 2015 рік був відсутній.
На станції завжди була велика посадка та висадка у поїзди, оскільки в радіусі пішохідної доступності розташовано декілька великих сіл Гайсинського та сусідніх районів, до яких практично відсутнє автобусне сполучення:
- Ситківці (0,7 км до центру);
- Вища Кропивна (1 км);
- Носівці (3 км);
- Рубіжне (3 км);
- Джуринці (4 км);
- Юрківці (5 км);
- Привільне (7 км).

З 13 грудня 2015 року відновлено рух приміських поїздів.
З 5 жовтня 2021 року призначений  приміський поїзд сполученням Гайворон — Вінниця. В складі поїзда курсують вагони безпересадкового сполучення Гайворон — Київ по днях тижня (купе і плацкарт). У київські вагони квитки треба придбати проїзні документи заздалегідь, на відміну від решти вагонів поїзда.